# Meister der Verkündigung von Jodłownik

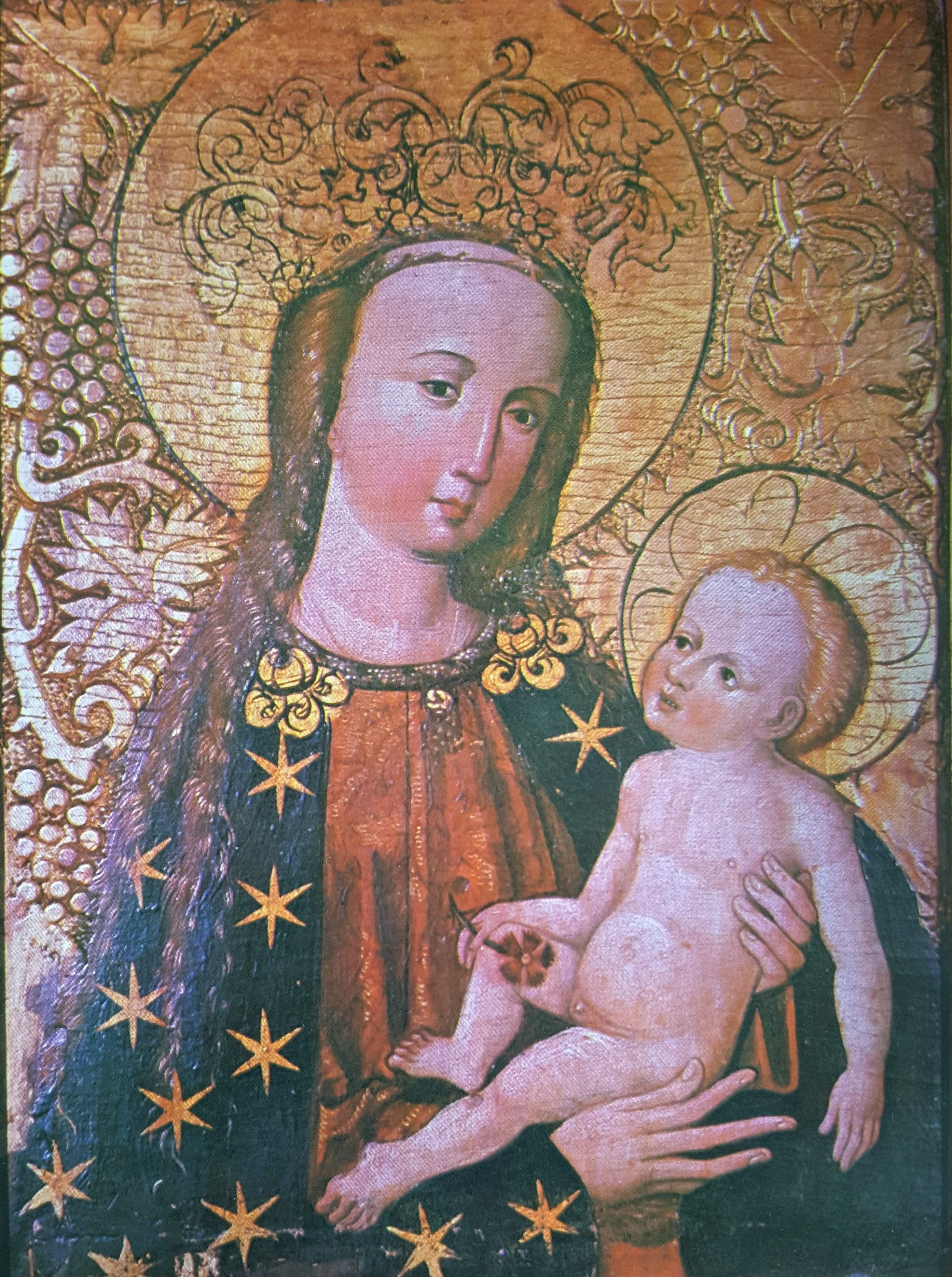
Madonna mit Nelke, Diözesanmuseum Tarnów

Der Meister der Verkündigung von Jodłownik (polnisch Mistrz Zwiastowania z Jodłownika) war im Zeitraum von ca. 1490 bis ca. 1510/1520 als Maler  in Krakau tätig. Sein Notname leitet sich von dem Altarbild Verkündigung von Jodłownik ab, das sich lange Zeit in der Pfarrkirche in Jodłownik befand.

## Leben
Der Künstler hatte spätestens um 1490 eine Malerwerkstatt in Krakau, die er mindestens bis 1510 führte. Er schuf im Stil der Spätgotik, die von der Kunst Venedigs beeinflusst war. Er malte Tafelbilder und Fresken für die Dominikanerbasilika und Augustinerkirche. Teilweise wird er mit Jan Goraj (seit 1489 in Krakau nachweisbar) oder mit Joachim Libnau (seit 1496 in Krakau nachweisbar) identifiziert. Beide waren bis in die späten 1530er Jahre in Krakau als Maler aktiv. Ihm wird auch die Vision des Heiligen Hyazinth von Polen zugeschrieben, sowie einige weitere Werke, die um die Jahrhundertwende 1500 in Krakau entstanden sind.